# Uta Rohländer
Uta Rohländer-Fromm, nemška atletinja, * 30. junij 1969, Merseburg, Vzhodna Nemčija.
Nastopila je na olimpijskih igrah v letih 1992 in 1996, ko je osvojila bronasto medaljo v štafeti 4×400 m, leta 1992 pa šesto mesto. Na svetovnih prvenstvih je v isti disciplini osvojila naslov prvakinje leta 1997 ter dve bronasti medalji, na evropskih prvenstvih pa naslov prvakinje leta 1998 in bronasto medaljo.